# Gunilla Grubb
Gunilla Grubb, även Gunnila Grubb och Gunilda Grubb, född 13 januari 1692 i Stockholm, död 20 augusti 1729 i Stockholm, var en svensk andlig diktare. 

## Biografi
Gunilla Grubb var dotter till handelsmannen Mikael Vilhelmsson Grubb och Katarina Sohm i Stockholm. Hon gifte sig 1716 med sin kusin, köpmannen Nils Grubb, med vilken hon fick fem barn, däribland Michael Grubb, adlad af Grubbens, och Catharina Elisabet Grubb. 
Grubb skrev sånger av pietistiskt-mystiskt slag och hade kontakter inom radikalpietistiska kretsar och inom herrnhutismen. Hon är ett exempel på den roll kvinnor kunde spela inom de pietistiska väckelserörelserna.

## Verk
- Nr 15, 18, 24, 28, 35, 36, 52, 68, 74. 75, 76, 77, 86. 88, 199 i Andeliga Wijsor..., u.o. 1739
- Nr 29, 61 i Sions Sånger, Stockholm 1743